# Brandts Klædefabrik (virksomhed)
Brandts Klædefabrik var fra 1869 til 1977 en tekstilvirksomhed i  Odense.
Brandts Klædefabrik begyndte som et lille farveri, der lå ud mod Vestergade. I 1796 overtog Christian Brandt (1763-1814) farveriet. Ved hans død overtog sønnen Morten Kisbye Brandt ledelsen.
1869 åbnede Morten Kisbye Brandts søn, Søren Christian Brandt en klædefabrik på stedet. Fabrikken med 10 ansatte indførte efter inspiration fra udlandet en række nye teknikker til forarbejdning af stof. Samtidig opkøbte firmaet området mod Vindegade.
I løbet af 1880'erne udvidedes fabrikken og første del af den fem etager høje bygning mod Grønnegade byggedes. Antallet af væve tidobles til 60, og medarbejderstaben talte 200. Brandts Klædefabrik solgtes og omdannedes til et aktieselskab i 1897 og skifter navn til A/S Brandts Klædefabrik. 
Klædefabrikationen omfattede mange processer. Man kan stadig se nogle af dem af de skilte, der er opsat på bygningerne. I nopperiet fjernedes tråd-ender og andre ujævnheder i det vævede stof. I valkeriet stampede og krympede man stoffet, så det blev mere fast og sammenhængende.
Endnu en udvidelse fandt sted i 1910-1920 med Pantheons-bygningen. I 1920 er Brandts Klædefabrik Odenses største arbejdsplads med over 600 ansatte med egen sparekasse og cykelklub. Fabrikken fejrede i 1969 sit 100-jubilæum.
1973 oplevede fabrikken det største og mest udbytterige år i sin historie. Men oliekrisen gjorde det svært at opretholde en rentabel produktion. 
1977 fandt Klædefabrikkens bestyrelse, at den forældede fabrik i en tid med lønstigninger ikke længere kan klare sig i en intens konkurrencesituation, hvor store aktører er fabrikker i lavtlønslande som Spanien og Portugal. Lagrene afvikles samme år og maskinerne sælges. Fabrikken drejer nøglen om i 1977.
1982 købte to jyske købmænd fabrikken, og der blev udfærdiget en lejekontrakt med købsret til Odense Kommune – denne købsret benyttede Odense Kommune sig af i 1995 for de offentlige dele af komplekset. Ombygningen af fabrikskomplekset til kulturcenteret Brandts Klædefabrik  strakte sig fra 1982 til 1986. I 1984 flyttede Danmarks Grafiske Museum (1984-2019) og Det Fynske Kunstakademi ind i bygningerne, og i 1987 kom Kunsthallen Brandts Klædefabrik og Museet for Fotokunst til.